# 487
Denna artikel handlar om året 487. För processorn med samma namn, se Intel 80487.
487 (CDLXXXVII) var ett normalår som började en torsdag i den julianska kalendern.

## Födda
- Xiao Baoyin, kinesisk prins.

## Avlidna
- Syagrius, romersk ståthållare (mördad).